# Ossi Huber

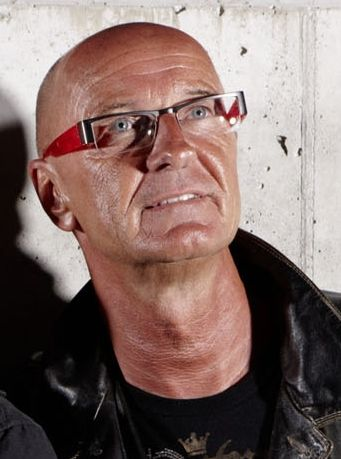
Oskar Huber (2010)

Oskar „Ossi“ Huber (* 31. Juli 1954 in Feldkirchen in Kärnten; † 6. Juli 2025) war ein österreichischer Liedermacher, Musiker und Autor.

## Leben
Ossi Huber besuchte das Bundeskonvikt in Lienz, wo er auch seine erste Band Universe gründete, die vor allem die angesagten Klassiker der 1960er Jahre spielte. Er verließ das Internat 1971, nachdem seine Mutter gestorben war und er sich um den verwitweten Vater kümmerte.
1983 gründete Huber zusammen mit Reinhold Habernig die Bluesbreakers. Die Band unternahm zahlreiche Konzertreisen ins Ausland, zum Beispiel 1986 in die Türkei (Bursa), 1989 nach China (jeweils zwei Konzerte in Peking, Tianjin und Guilin) und 1996 (Haikou – Insel Hainan, Hongkong), 1994 nach Marokko gemeinsam mit Andy Lee Lang und Big Jay McNeely (Marrakesch, Fès, Rabat, Meknes und Casablanca), 1999 in die USA (Memphis, Natchez und New Orleans), nach Spanien (Tarragona) und in die Slowakei (Bratislava).
Mit dem Titel Yellow Moon (1990) rangierten die Bluesbreakers in den österreichischen Musikcharts auf Platz 15, in der Austroparade von Ö3 auf Platz 1, mit dem dazugehörigen Album Bad News, das im selben Jahr erschien, auf Platz 30. 1992 gründete er die Sixties-Coverband The Gang. Die Band war unter anderem in Brüssel, Sestriere und Vail (Colorado, USA) für die grenzüberschreitende Kärntner Olympiabewerbung „senza confini“ (mit Slowenien und Venetien) unterwegs.
1995 erfolgte die Gründung der Gruppe Sterz, in der Huber unter anderem mit Dieter Themel, Jörg Frießnegg und Claudio Ghidini spielte. Musikalisch handelte es sich um ein Crossover aus Volksmusik, Kärntnerlied, Rock und Blues, das unter Neue Volksmusik subsumiert wird. Die Band spielte auch in Mpumalanga in Südafrika und veröffentlichte das Livealbum Mpumalanga – Live in Südafrika. Insgesamt wurden drei CDs veröffentlicht, neben dem Livealbum Höh (1996) und Es is wia ’s is (1998). Huber arrangierte gemeinsam mit Jörg Frießnegg eine moderne Version des bekannten Kärntnerliedes Is schon still uman See (Glawischnig/Mittergradnegger 1956) und trat damit bei einem Wettbewerb für Neue Volksmusik an. Dem dortigen Sieg folgte in Kärnten eine Grundsatzdiskussion über moderne Arrangements von ursprünglichen Chorliedern.
2002 gründete er mit Klaus Tschaitschmann das Dialekt-Projekt Huaba. Zunächst erschienen zwei Kochbücher inklusive CD mit Musik, Texten und Rezepten mit Illustrationen von Wilfried Steurer. Die beiden Bände Karntna Kuchlklong und Karntna Kuchlklong 2 wurden 2008 neu aufgelegt. Der Dialektausdruck (im Speziellen der Gurktaler-, später auch der Südkärntner Dialekt), trat immer mehr in den Vordergrund, und spätestens seit Erscheinen des Gedichtbandes Zuggarpliapleaggarzle wurde Huber oft mit Willi Rudnigger verglichen. 2003 stieg er bei den Bluesbreakers aus.
2003 erschien die erste Huaba-CD Kärntner Schmäh, 2005 folgte die zweite A G’lachta und 2010 die dritte Tiaf drin. 2011 brachte das Duo ein viertes Album mit dem Titel Südsaitig heraus. Im darin enthaltenen Lied Wir san alle nur Menschen werden Minderheitenprobleme und die „Ortstafelfrage“ angesprochen. Der Song kletterte in der Kärntner Hitparade wie zuvor schon De Feiawehr, I geh zum See, Der Riese und Topfnstrudl auf Platz 1.
Im März 2010 gründete Huber die Nu-Folk-Formation Humus. Die erste CD erschien im Oktober 2010 (Es is kälter wurd’n). Nur 5 Minuten folgte im März 2012. Die Band war vor allem auf Radio Tirol sehr beliebt und erhielt dort viel Airplay. Im August 2013 spielte Humus mit der britischen Pop/Rock-Band Smokie ein gemeinsames Konzert in München. Im Frühjahr 2014 erschien das dritte Album Hinhör’n, das Platz 39 der österreichischen Charts erreichte. Erfolgreich war auch sein Lied A stille Kraft, das bei den Jahrescharts von Radio Kärnten auf Platz 1 landete. Unmittelbar nach dem Erscheinen der vierten CD mit dem Titel Es is wie’s is trennten sich Huber und Drummer Peter Gröning von der Band. Grund waren nicht mehr auszuräumende Unstimmigkeiten und gegenseitig unterschiedliche musikalische Auffassungen mit den beiden anderen Bandmitgliedern.
2011 erlitt Huber einen Herzinfarkt, der seine berufliche Karriere neben der Musik beendete und auch seine musikalische Karriere zunächst zum Erliegen brachte. Im April 2012 erschien Hubers nächstes Buch, eine Autobiografie mit spirituellem Hintergrund unter dem Titel (M)ein Weg zum inneren Frieden …, das auf seinen Erfahrungen vor und nach dem Infarkt beruht.
Im Jänner 2016 startete Huber mit der neuen, nach ihm benannten ossi huber&band. Neben Huber und Gröning waren auch Humus-Gründungsmitglied und Namensfinder Dragan Janjuz und der Gitarrist und Amadeus-Preisträger Didi Baumgartner (ehemals Peter Cornelius, später Alkbottle) in der Band. Im Herbst 2016 erschien das erste Album der Band (wieder do). 2017 folgte das 2. Album Gschichtnerzähler, 2019 das 3. Album Auszeit. Das vierte Album Jed’n Tag in Spiagl schaun folgte schließlich 2021. Huber starb im Juli 2025.

## Werke
- Zuggarpliapleaggarzle: Gschichtln und Gedichtln. Kärntner Druck- und Verlags-Gesellschaft, Klagenfurt 2004, ISBN 3-85391-228-1.
- mit Rita Graf (Hrsg.): Bewegungsreise ins Abenteuerland. inkl. Hörspiel-CD mit Musik. Amt der Kärntner Landesregierung 2006, ISBN 3-85391-258-3.
- Hundekot & Mangoeis. Neckenmarkt, Wien, München: Novum-Verlag 2008. ISBN 978-3-85022-180-1.
- mit Wilfried Steuer: Karntna Kuchlklong. Teil: 1. Heyn Verlag, Klagenfurt 2008, ISBN 978-3-7084-0330-4.
- mit Wilfried Steuer: Karntna Kuchlklong. Teil: 2. Heyn Verlag, Klagenfurt 2008, ISBN 978-3-7084-0331-1.
- (M)ein Weg zum inneren Frieden. Memoiren-Verlag, Glödnitz 2012, ISBN 978-3-902757-48-7.

## Diskografie

### Mit den Bluesbreakers
- 1984: Steppin’ Out (Groove Records)
- 1987: Hot Stuff (Extraplatte)
- 1989: China Tour 1989 (Ton Art)
- 1990: News (Ton Art)
- 1992: Boom Boom (Ton Art)
- 1994: C’mon (Extraplatte)
- 1998: America (Extraplatte)

### Mit The Gang
- 1993: Sixties Rock Revue 1
- 1995: Sixties Rock Revue 2
- 2003: Sixties Rock Revue 3 teilweise

### Mit Sterz
- 1996: Höh
- 1998: Es is wia’s is
- 2001: Mpumalanga – Live in Südafrika

### Mit Huaba
- 2002: Karntna Kuchlklong (Kochbuch/CD)
- 2003: Karntna Kuchlklong 2 (Kochbuch/CD)
- 2004: Kärntner Schmäh
- 2005: A G’lachta
- 2010: Tiaf drin
- 2011: Südsaitig

### Mit Humus
- 2010: Es is kälter wurd’n
- 2012: Nur 5 Minuten
- 2014: Hinhör’n
- 2015: Es is wie’s is

### Mit ossi huber&band
- 2016: wieder do
- 2017: Gschichtnerzähler
- 2019: Auszeit (EP)
- 2021: "Jed’n Tag in Spiagl schaun"

### Projekte
- 2000: Senza confini (Single)
- 2001: Anti Drogen Lied (Single)
- 2003: Kinderolympiade (Single)
- 2003: Hopsi Hopper (Album, Kinderlieder)
- 2006: Pass auf, dass nix passiert CD (Sicherheit für Kinder) (Album)
- 2010: Longher Boys (Album)